# Розсоховате (урочище)
Уро́чище Розсохува́те  — один з об'єктів природно-заповідного фонду Донецької області, лісовий заказник місцевого значення.

## Розташування
Розташований у м. Єнакієве, в долині річки Булавін, притоки Кринки. Координати: 48° 14' 07" північної широти, 38° 17' 02" східної довготи.

## Історія
Статус заказника присвоєно рішеннями облвиконкому № 276 27 червня 1984 і № 310 21 червня 1972 з метою збереження цінної байрачної діброви і лісонасаджень, утворених на еродованих землях уздовж берегів Волинцівського водосховища на річці Булавін..

## Загальна характеристика
Площа заказника — 101,0 га. Розташований на схилах Волинцевського водосховища на землях Горлівського держлісгоспу в межах Єнакіївського лісництва, квартали № 54, 61, 63, 64. Являє собою ліс, в якому переважає дуб.

## Рослинний світ
В урочищі переважають дубові насадження з ясеном та грушею лісовою. Зустрічаються також клен польовий, береза, слива, тополя канадська, вільха чорна.
Флористичне багатство складають 349 види рослин, з яких — 16 видів є раритетними: 7 з них занесені до Червоної книги України, в тому числі: ковили волосиста та Лессінга, сон чорніючий, тюльпан дібровний, тюльпан змієлистий, 1 вид занесений до Європейського Червоного списку, 8  — до регіонального Червоного списку Донецької області. Приєднання фітосозологічно цінних ділянок околиць селища Оленівки, що є топографічно близьким до заказника, збільшить його флористичне багатство до 358 видів.